# برتراند سينجس
برتراند سينجس (بالفرنسية: Bertrande Senges)‏‏ (وُلدت في 1828 في فرنسا) هي طيارةٌ فرنسية. تُعتبر أول امرأةٍ تطير في سماء البرتغال في 8 يونيو 1850، وتلتها لويز بويتفين.